# Brťov-Jeneč
Brťov-Jeneč ist eine Gemeinde in Tschechien. Sie liegt zehn Kilometer nordöstlich von Tišnov und gehört zum Okres Blansko.

## Geographie

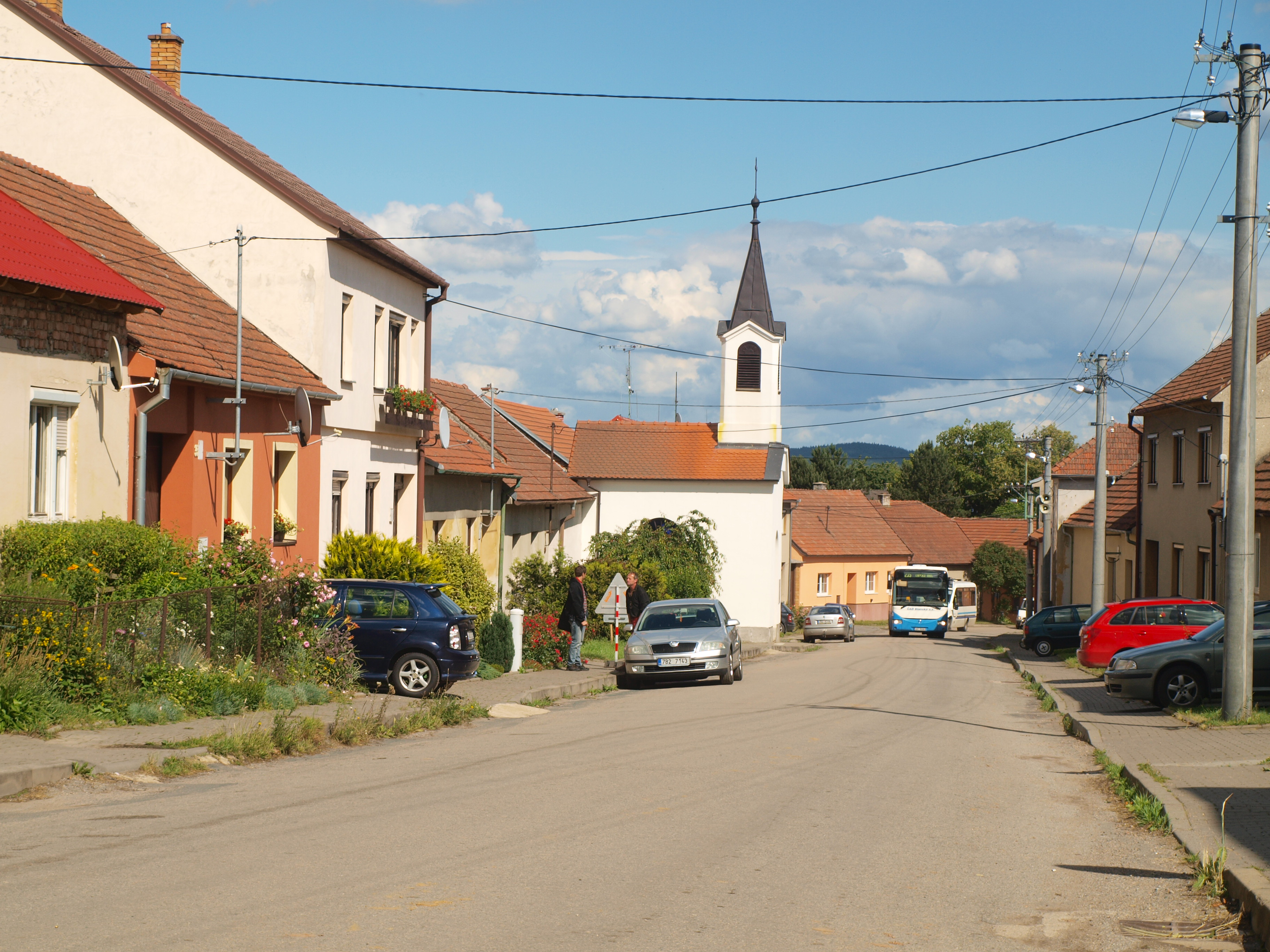
Brťov-Jeneč, Hauptstraße

Brťov-Jeneč befindet sich in der Böhmisch-Mährischen Höhe beiderseits des Baches Křížovský potok, der auch als Křížovka bzw. Jenečský potok bezeichnet wird. Brťov u Černé Hory liegt am linken Ufer des Baches im Tal, Jeneč südwestlich am gegenüberliegenden Ufer auf dem Hügel Jenečský kopec. Nördlich erhebt sich der Na Vrších (506 m), im Nordosten der Loučky (468 m), südwestlich die Velká hora (558 m) und im Nordwesten die Kraví hlava (566 m). Das Dorf liegt am Südrand des Naturparks Lysicko. Westlich der Gemeinde wird der Křížovský potok in einem Stauweiher angestaut.
Nachbarorte sind Dlouhá Lhota im Norden, Býkovice im Nordosten, Černá Hora im Osten, Žernovník und Malá Lhota im Südosten, Lubě, Hluboké Dvory, Unín und Rohozec im Süden, Bukovice im Südwesten, Zhoř im Westen sowie Strhaře, Kozárov und Kunčina Ves im Nordwesten.

## Geschichte

### Brťov u Černé Hory
Die erste schriftliche Erwähnung der zur Herrschaft Blansko gehörigen Dörfer Brťov und Vranková Lhota erfolgte im Jahre 1399. Brťov bestand zu dieser Zeit aus 18 Huben und einer Schenke. Vranková Lhota erlosch später, die Ansiedlung lag auf der Flur Na Vrankovech. Vor 1549 erwarb die Herrschaft Černá Hora das Dorf. Gepfarrt war Brťov ursprünglich zur Kirche St. Laurentius in Dlouhá Lhota. Nach dem Erlöschen der Pfarre wurde das Dorf 1625 nach Bořitov eingepfarrt. Bořitov bildete später auch den Schulort. Nach der Einrichtung einer Lokalie in Dlouhá Lhota wurde Brťov 1785 dieser zugeordnet. Im selben Jahre erfolgte auch die Umschulung der Kinder zur neuen Schule in Dlouhá Lhota. Das älteste Ortssiegel stammt von 1823 und zeigt eine Kapelle.
Nach der Aufhebung der Patrimonialherrschaften bildete Brťov ab 1850 eine Gemeinde in der Bezirkshauptmannschaft Boskovice. Im Jahre 1900 lebten in den 58 Häusern des Dorfes 319 Menschen. 1923 bestand der Ort aus 68 Häusern. Zwischen 1900 und 1901 erfolgte der Bau einer einklassigen Dorfschule. Während der deutschen Besetzung erhielt das Dorf den Namen Zeidelweid. 1950 wurde die Gemeinde dem Okres Blansko zugeordnet und zu Beginn des Jahres 1961 mit Jeneč zur Gemeinde Brťov-Jeneč vereinigt, wobei der Ortsteil den amtlichen Namenszusatz u Černé Hory erhielt.

### Jeneč
Jeneč ist eine Gründung der Herren von Lomnitz. Die erste schriftliche Erwähnung erfolgte 1358 im Zuge einer Besitzübertragung des Ješek Kuby von Jeneč. Um 1549 erwarb die Herrschaft Černá Hora das Dorf. Jeneč gehörte ursprünglich zur Pfarre St. Laurentius in Dlouhá Lhota, das Dorf wurde um 1509 nach Újezd umgepfarrt. Das älteste Ortssiegel von Gencz zeigt eine Garbe und ein Ährenfeld.
Nach der Aufhebung der Patrimonialherrschaften bildete Jenčí ab 1850 eine Gemeinde in der Bezirkshauptmannschaft Boskovice. Zu Ende des 19. Jahrhunderts wurde der Ort als Jenč bezeichnet. Im Jahre 1900 lebten in den 27 Häusern des Dorfes 95 Menschen. Nach der Errichtung der neuen Schule im Nachbarort Brťov wurden 1901 auch die Kinder aus Jenč dorthin eingeschult. 1923 bestand der Ort aus 68 Häusern. Seit 1925 führt die Gemeinde den Namen Jeneč. 1950 wurde die Gemeinde dem Okres Blansko zugeordnet und zu Beginn des Jahres 1961 mit Brťov zur Gemeinde Brťov-Jeneč vereinigt.

### Brťov-Jeneč
Die Schule in Brťov u Černé Hory wurde 1973 geschlossen und die Kinder nach Černá Hora umgeschult. Im darauffolgenden Jahr eröffnete im Schulhaus ein Kindergarten und in eines der Klassenzimmer zog die Gemeindebücherei. Im Laufe der Zeit sind beide Ortsteile zu einer Einheit zusammengewachsen.

## Gemeindegliederung
Die Gemeinde Brťov-Jeneč besteht aus den Ortsteilen Brťov u Černé Hory (Brtiow, 1939–45: Zeidelweid) und Jeneč (Jentsch), die zugleich auch Katastralbezirke bilden.

## Sehenswürdigkeiten
- Kapelle in Brťov u Černé Hory
- Kapelle in Jeneč